# Lijst van vuurwerkrampen
Dit is een lijst van vuurwerkrampen.
- 27 mei 1983: Vuurwerkramp in Benton (Tennessee). 11 doden, 1 gewonde.
- 7 september 1984: C23-ramp bij het Maltese dorp Qala. 7 doden, 1 gewonde.
- 12 december 1988: Vuurwerkramp in Mexico-Stad. Minstens 62 doden, maximaal 83 gewonden.
- 14 februari 1991: Vuurwerkramp in Culemborg. 2 doden, tientallen gewonden.[1]
- 7 mei 1991: ramp van Bright Sparklers Fireworks in de Maleisische stad Sungai Buloh. 26 doden, 83 gewonden.
- januari 1996: explosie in een illegale vuurwerkfabriek in de Chinese provincie Hunan. 129 doden.[1]
- november 1996: ongevallen in een aantal Chinese vuurwerkfabrieken. 51 doden.[1]
- 26 september 1999: Vuurwerkramp in Celaya, een stad in de staat Guanajuato in Mexico. 63 doden.[1]
- december 1999: explosie in een Braziliaanse vuurwerkfabriek. 39 doden.[1]
- maart 2000: explosie in een illegale Chinese vuurwerkfabriek. 33 doden.[1]
- 13 mei 2000: Vuurwerkramp in Enschede. 23 doden, circa 950 gewonden.
- 20 februari 2003: Nachtclubbrand The Station, als gevolg van vuurwerk, in West Warwick, in de staat Rhode Island (USA). 100 doden, 362 gewonden.
- 3 november 2004: Vuurwerkramp in Seest in de wijk Seest van de Deense stad Kolding. 1 dode, 24 gewonden.
- 1 februari 2008: Vuurwerkramp in Istanboel. Minstens 22 doden, minstens 100 gewonden.
- 5 september 2012: Vuurwerkramp in Sivakasi in India. 40 doden, meer dan 70 gewonden.
- 10 april 2016: Vuurwerkramp in Paravur in het Indiase (district Kollam in Kerala). Meer dan 100 doden, circa 1000 gewonden.
- 20 december 2016: Vuurwerkramp op de markt van San Pablito in de Mexicaanse stad Tultepec. 42 doden, 84 gewonden.[2]
- 26 oktober 2017: Vuurwerkramp in Tangerang in Indonesië. 49 doden, 46 gewonden.
- juni 2018: Vuurwerkexplosie in Tultepec. 7 doden, 7 gewonden.[2]
- 5 juli 2018: Vuurwerkramp in Tultepec. 24 doden, minstens 49 gewonden.[2]